# Estudio (habitación)

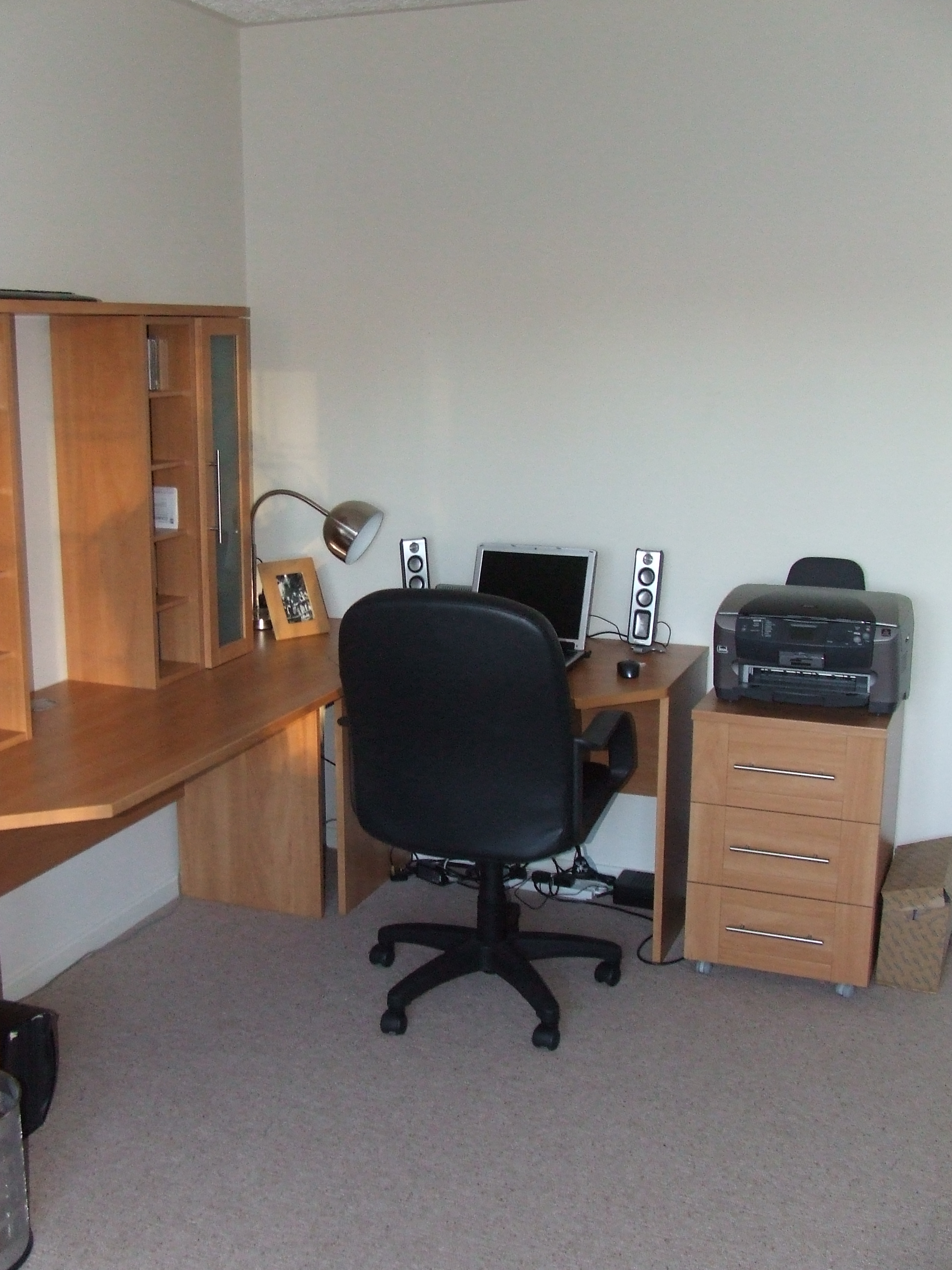
Estudio de una vivienda.

Un estudio es una habitación diseñada para el estudio.
Suele ser la pieza de la vivienda que se usa para realizar trabajos intelectuales, leer o trabajar con el ordenador.
Históricamente, el estudio de una casa de clase social alta, coincidiera o no con la biblioteca, se reservaba para su uso para el padre de familia como despacho privado y sala de lectura. En las viviendas de clase media de la sociedad actual, la reducción del tamaño medio de las familias permite en ocasiones dedicar una habitación para ese tipo de usos compartida por toda la familia, o bien se utiliza para ese fin el dormitorio.
Un estudio suele contener unos muebles específicos (al menos una mesa o escritorio y una silla y habitualmente estanterías para libros) y un sistema de iluminación adecuado, y en su caso el equipo informático de que se disponga.

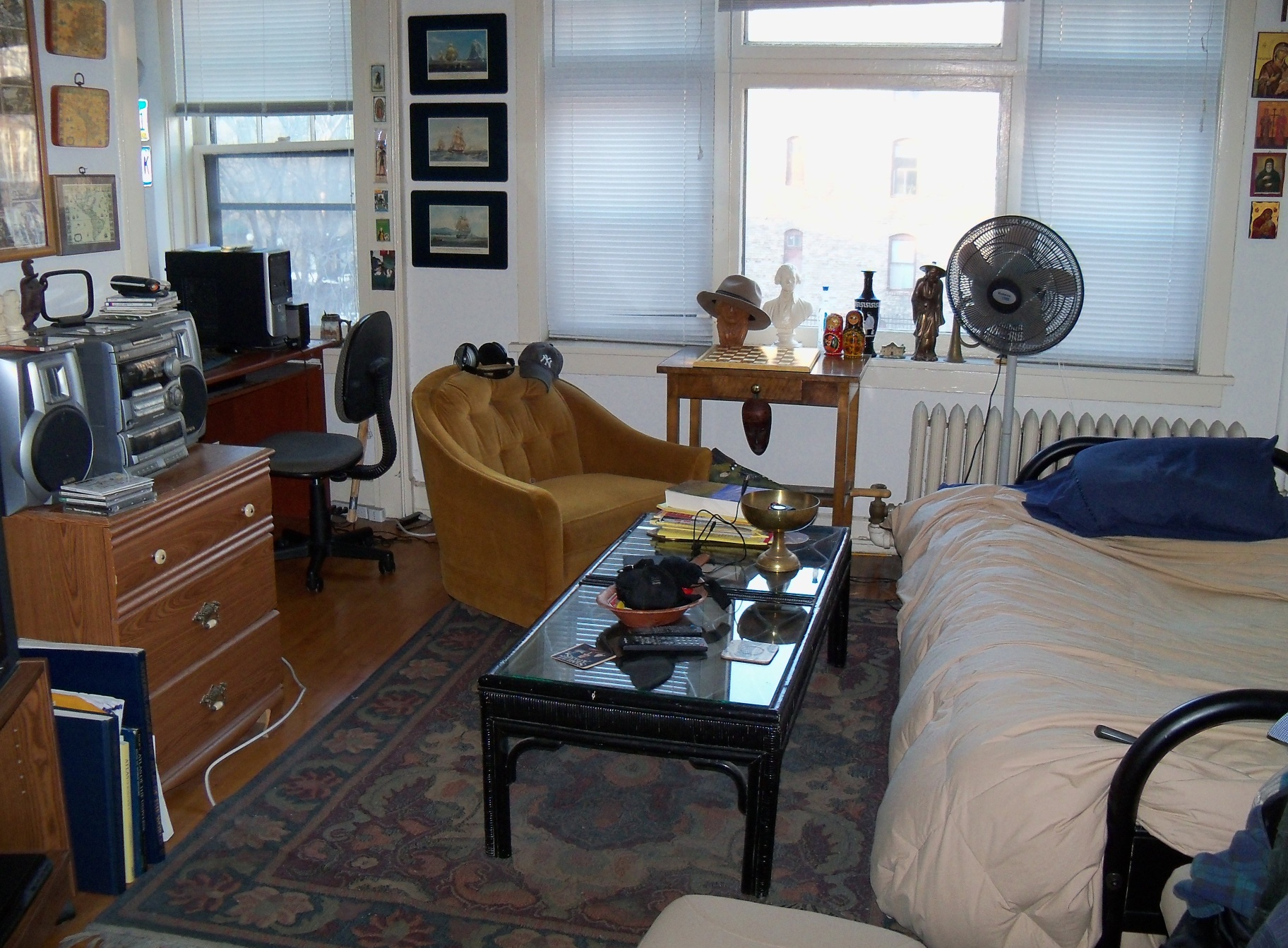
Apartamento-estudio.

## Estudio como microvivienda
Estudio o apartamento-estudio también es el nombre que se da a la vivienda de tamaño muy pequeño, diseñada para una sola persona o como mucho una pareja, y que consta tan solo de una habitación con o sin separación de alguna otra dependencia auxiliar, como el cuarto de baño o la cocina, en caso de disponer de este tipo de servicios.
Otras denominaciones usadas son las de minivivienda y microvivienda.
No hay que confundir los apartamentos-estudio con otro tipo de viviendas diáfanas pero mucho más espaciosas, como las denominadas loft.
Es habitual el alquiler de apartamentos-estudio para estancias temporales, llegando a constituir la mayor parte de la oferta en zonas turísticas. Sin embargo, en los últimos años ha habido un aumento del uso de este tipo de dependencia como vivienda habitual en algunas grandes ciudades ante el acrecentamiento exacerbado del precio de la vivienda convencional; algunos de ellos se han demostrado carentes de cédula de habitabilidad y del tamaño y condiciones necesarios para el normal desenvolvimiento de sus moradores.